# Meunasah Dayah (Beutong)
Meunasah Dayah is een bestuurslaag in het regentschap Nagan Raya van de provincie Atjeh, Indonesië. Meunasah Dayah telt 553 inwoners (volkstelling 2010).